# 北京公交300路
北京公交300路系统，是北京市的四条沿着北京三环路主路环状行驶的公交线路的统称。300路系统的首条线路于1996年开通，由北京公交集团第一客运分公司（原新奥客运分公司）运营，2007年增设快车（简称300路快或300快）；环状线路按行驶方向不同分为内环（顺时针）、外环（逆时针）两个方向。
300路系统另有停靠站点更多的双层车线路系统——北京公交特8路系统（自2021年起更名为北京公交368路系统），以及夜间版本——北京公交夜30路系统。

## 运力
300路因为途经较多地区，故为北京市内最为拥挤的公交线路之一。在2007年以前，300路使用月票有效，而同方向的830、730、特8等线均是月票无效线路，因而相比之下300路更为拥挤。当时，该线路高峰时期每天运送旅客可达30万人次，相当于冰岛国家人口总和。而2007年1月月票取消，开通快车之后，拥挤情况有所好转。内外环两线目前配备车辆149部，为中国有史以来配车最多的公交线路。
本线开线时使用17米铰接车，2001年开始试用18米车辆，2002年正式进入18米时代。2015年11月起，300路快车内环和外环逐步换成带有空调的双层公交车。2017年至2018年，300路慢车也逐渐更换为带空调的后置铰接车。

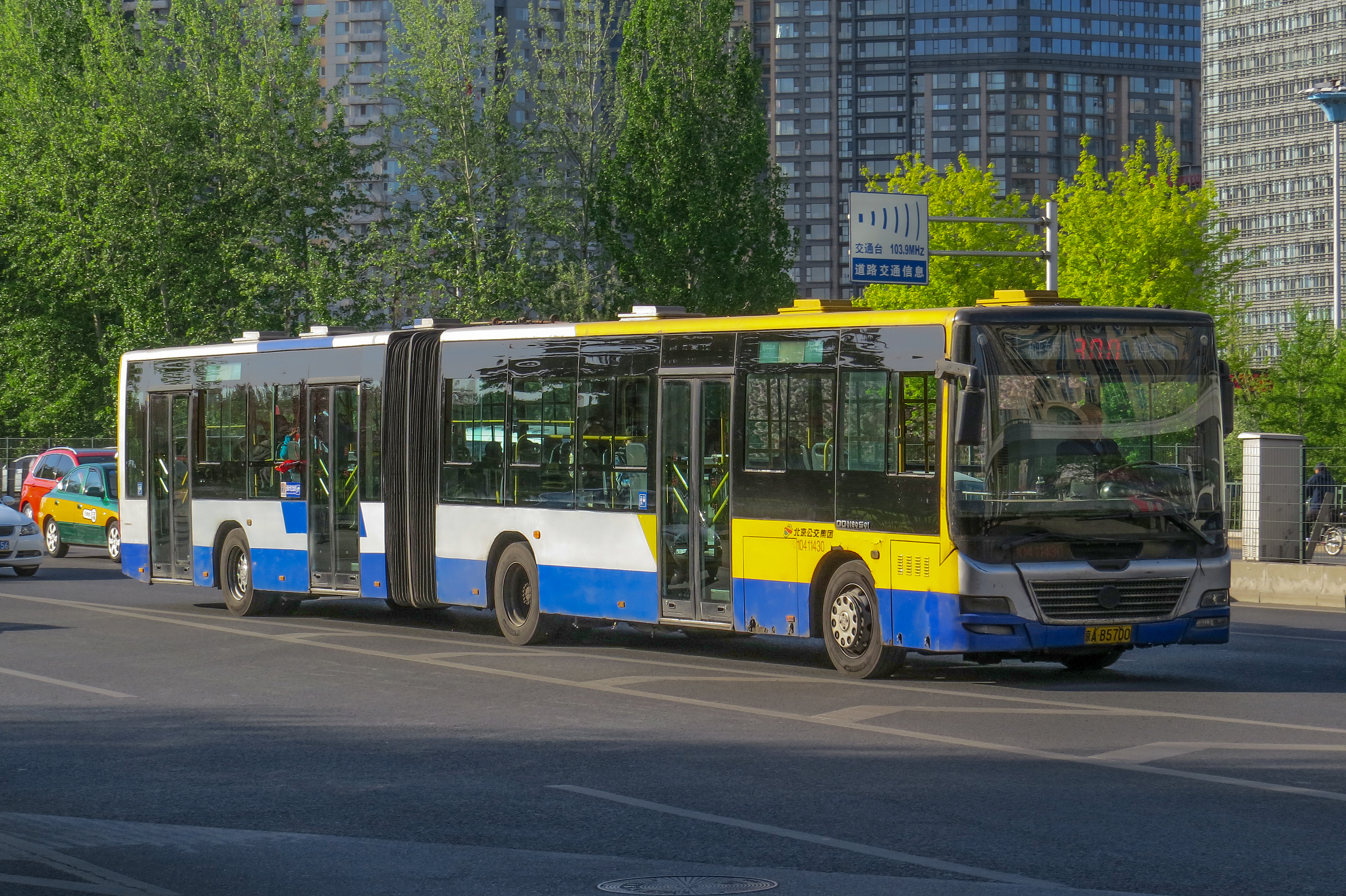
300路内环DD6180S01型前置引擎公交车，现已报废
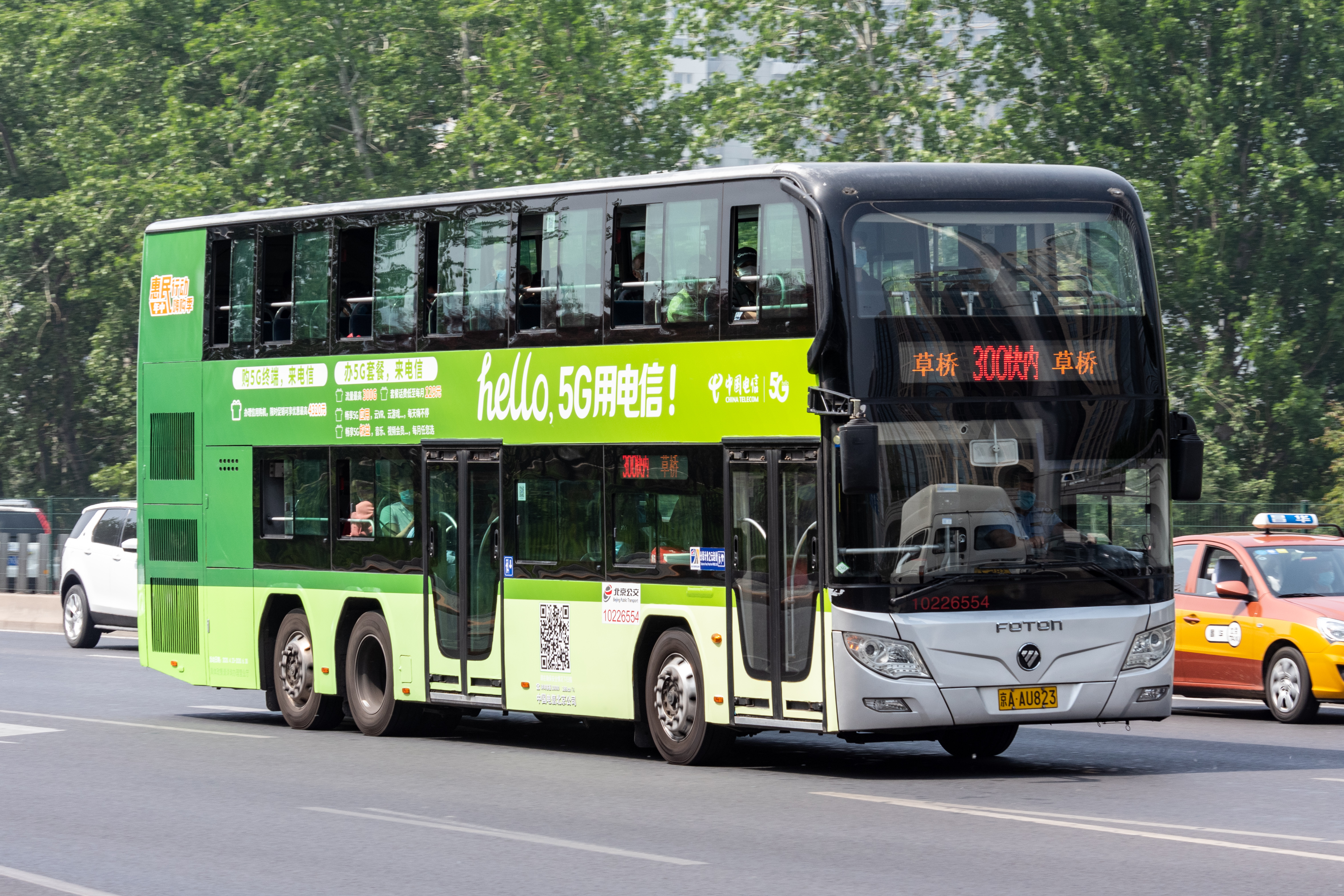
300路快车內环双层公交车BJ6128C8BCD
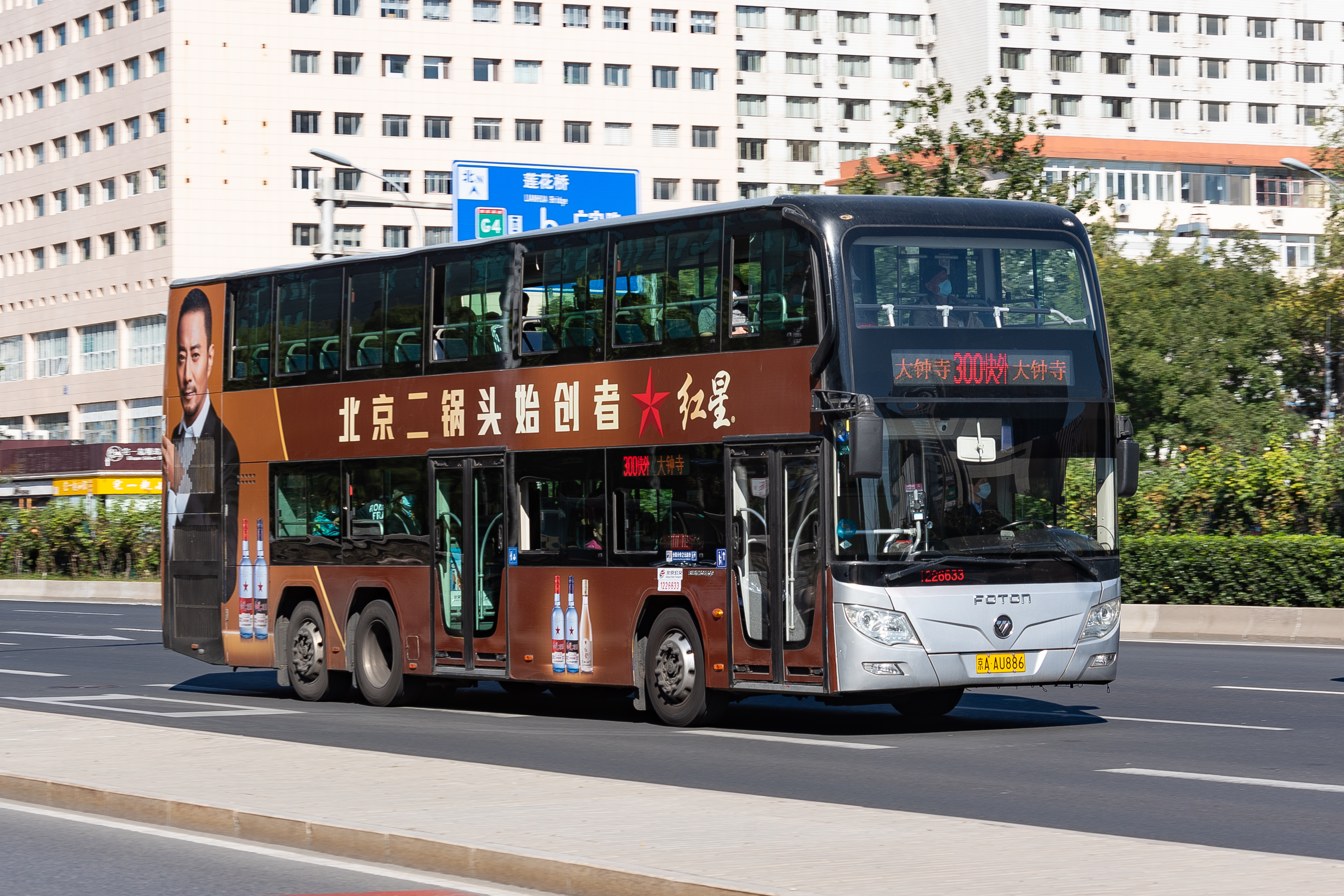
300路快车外环双层公交车BJ6128C8BCD

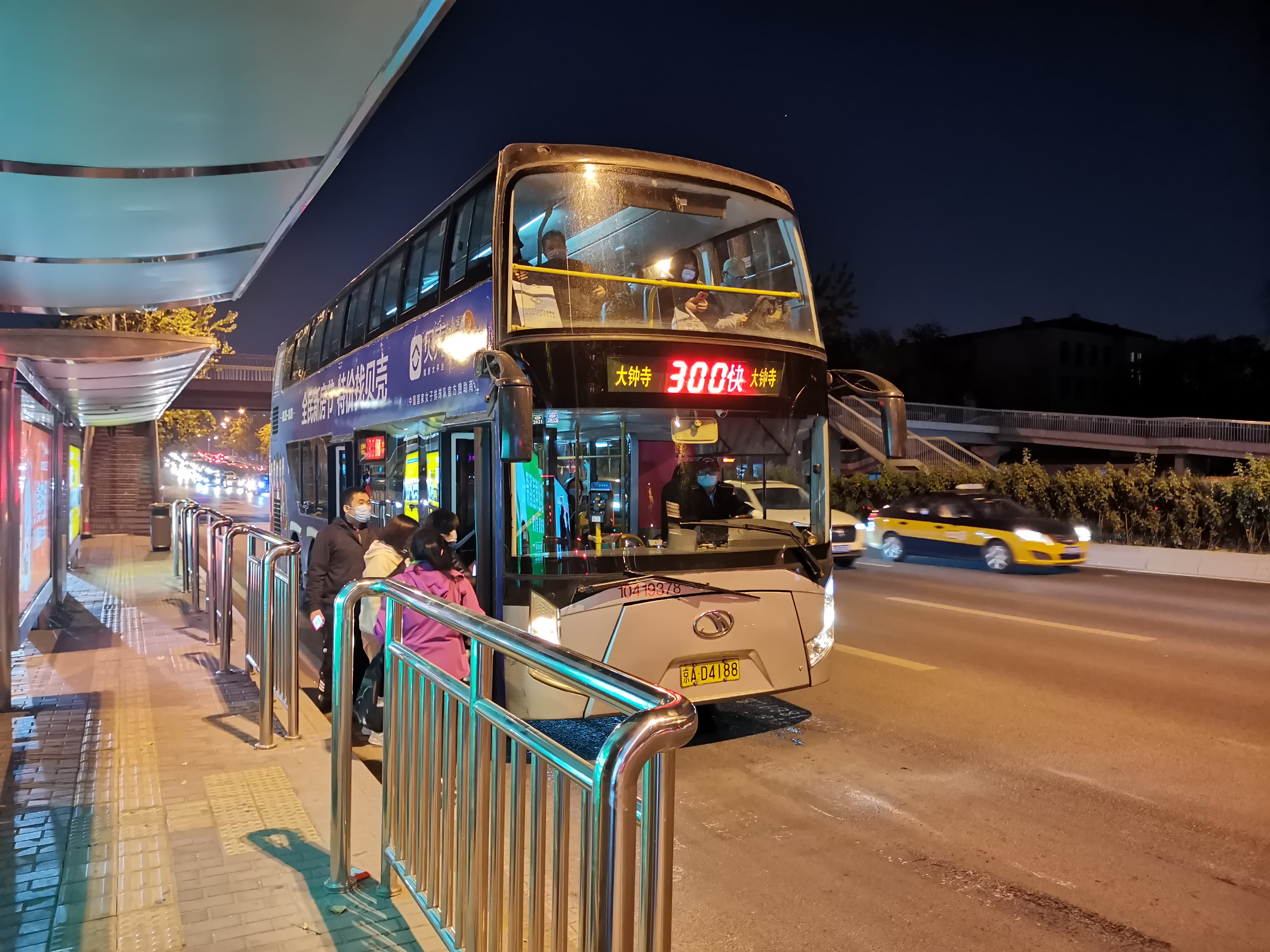
300路快外环曾用京华客车双层在四通桥西站停靠，现已报废

## 沿线站位
| 万寿寺     | 四通桥西                                                                            | 大钟寺 仅快车外环 慢车不停                                                          | 蓟门桥西                                                                            | 北太平桥西                                                                          | 马甸桥东                                                                            | 安华桥西                                                                            | 安贞桥西                                                                            | 安贞桥东                                                                            | 和平东桥 仅慢车内环                                                                 | 西坝河                                                                              | 静安庄西                                                                            | 三元桥南              |
| 紫竹桥     | 顺时针为内环方向，逆时针为外环方向 若无特别说明，慢车各站停车，快车停靠粗体标注车站 | 顺时针为内环方向，逆时针为外环方向 若无特别说明，慢车各站停车，快车停靠粗体标注车站 | 顺时针为内环方向，逆时针为外环方向 若无特别说明，慢车各站停车，快车停靠粗体标注车站 | 顺时针为内环方向，逆时针为外环方向 若无特别说明，慢车各站停车，快车停靠粗体标注车站 | 顺时针为内环方向，逆时针为外环方向 若无特别说明，慢车各站停车，快车停靠粗体标注车站 | 顺时针为内环方向，逆时针为外环方向 若无特别说明，慢车各站停车，快车停靠粗体标注车站 | 顺时针为内环方向，逆时针为外环方向 若无特别说明，慢车各站停车，快车停靠粗体标注车站 | 顺时针为内环方向，逆时针为外环方向 若无特别说明，慢车各站停车，快车停靠粗体标注车站 | 顺时针为内环方向，逆时针为外环方向 若无特别说明，慢车各站停车，快车停靠粗体标注车站 | 顺时针为内环方向，逆时针为外环方向 若无特别说明，慢车各站停车，快车停靠粗体标注车站 | 顺时针为内环方向，逆时针为外环方向 若无特别说明，慢车各站停车，快车停靠粗体标注车站 | 亮马桥                |
| 花园桥北   | 顺时针为内环方向，逆时针为外环方向 若无特别说明，慢车各站停车，快车停靠粗体标注车站 | 顺时针为内环方向，逆时针为外环方向 若无特别说明，慢车各站停车，快车停靠粗体标注车站 | 顺时针为内环方向，逆时针为外环方向 若无特别说明，慢车各站停车，快车停靠粗体标注车站 | 顺时针为内环方向，逆时针为外环方向 若无特别说明，慢车各站停车，快车停靠粗体标注车站 | 顺时针为内环方向，逆时针为外环方向 若无特别说明，慢车各站停车，快车停靠粗体标注车站 | 顺时针为内环方向，逆时针为外环方向 若无特别说明，慢车各站停车，快车停靠粗体标注车站 | 顺时针为内环方向，逆时针为外环方向 若无特别说明，慢车各站停车，快车停靠粗体标注车站 | 顺时针为内环方向，逆时针为外环方向 若无特别说明，慢车各站停车，快车停靠粗体标注车站 | 顺时针为内环方向，逆时针为外环方向 若无特别说明，慢车各站停车，快车停靠粗体标注车站 | 顺时针为内环方向，逆时针为外环方向 若无特别说明，慢车各站停车，快车停靠粗体标注车站 | 顺时针为内环方向，逆时针为外环方向 若无特别说明，慢车各站停车，快车停靠粗体标注车站 | 双井桥北              |
| 航天桥     | 顺时针为内环方向，逆时针为外环方向 若无特别说明，慢车各站停车，快车停靠粗体标注车站 | 顺时针为内环方向，逆时针为外环方向 若无特别说明，慢车各站停车，快车停靠粗体标注车站 | 顺时针为内环方向，逆时针为外环方向 若无特别说明，慢车各站停车，快车停靠粗体标注车站 | 顺时针为内环方向，逆时针为外环方向 若无特别说明，慢车各站停车，快车停靠粗体标注车站 | 顺时针为内环方向，逆时针为外环方向 若无特别说明，慢车各站停车，快车停靠粗体标注车站 | 顺时针为内环方向，逆时针为外环方向 若无特别说明，慢车各站停车，快车停靠粗体标注车站 | 顺时针为内环方向，逆时针为外环方向 若无特别说明，慢车各站停车，快车停靠粗体标注车站 | 顺时针为内环方向，逆时针为外环方向 若无特别说明，慢车各站停车，快车停靠粗体标注车站 | 顺时针为内环方向，逆时针为外环方向 若无特别说明，慢车各站停车，快车停靠粗体标注车站 | 顺时针为内环方向，逆时针为外环方向 若无特别说明，慢车各站停车，快车停靠粗体标注车站 | 顺时针为内环方向，逆时针为外环方向 若无特别说明，慢车各站停车，快车停靠粗体标注车站 | 双井桥南              |
| 公主坟南   | 顺时针为内环方向，逆时针为外环方向 若无特别说明，慢车各站停车，快车停靠粗体标注车站 | 顺时针为内环方向，逆时针为外环方向 若无特别说明，慢车各站停车，快车停靠粗体标注车站 | 顺时针为内环方向，逆时针为外环方向 若无特别说明，慢车各站停车，快车停靠粗体标注车站 | 顺时针为内环方向，逆时针为外环方向 若无特别说明，慢车各站停车，快车停靠粗体标注车站 | 顺时针为内环方向，逆时针为外环方向 若无特别说明，慢车各站停车，快车停靠粗体标注车站 | 顺时针为内环方向，逆时针为外环方向 若无特别说明，慢车各站停车，快车停靠粗体标注车站 | 顺时针为内环方向，逆时针为外环方向 若无特别说明，慢车各站停车，快车停靠粗体标注车站 | 顺时针为内环方向，逆时针为外环方向 若无特别说明，慢车各站停车，快车停靠粗体标注车站 | 顺时针为内环方向，逆时针为外环方向 若无特别说明，慢车各站停车，快车停靠粗体标注车站 | 顺时针为内环方向，逆时针为外环方向 若无特别说明，慢车各站停车，快车停靠粗体标注车站 | 顺时针为内环方向，逆时针为外环方向 若无特别说明，慢车各站停车，快车停靠粗体标注车站 | 潘家园桥北            |
| 六里桥北里 | 顺时针为内环方向，逆时针为外环方向 若无特别说明，慢车各站停车，快车停靠粗体标注车站 | 顺时针为内环方向，逆时针为外环方向 若无特别说明，慢车各站停车，快车停靠粗体标注车站 | 顺时针为内环方向，逆时针为外环方向 若无特别说明，慢车各站停车，快车停靠粗体标注车站 | 顺时针为内环方向，逆时针为外环方向 若无特别说明，慢车各站停车，快车停靠粗体标注车站 | 顺时针为内环方向，逆时针为外环方向 若无特别说明，慢车各站停车，快车停靠粗体标注车站 | 顺时针为内环方向，逆时针为外环方向 若无特别说明，慢车各站停车，快车停靠粗体标注车站 | 顺时针为内环方向，逆时针为外环方向 若无特别说明，慢车各站停车，快车停靠粗体标注车站 | 顺时针为内环方向，逆时针为外环方向 若无特别说明，慢车各站停车，快车停靠粗体标注车站 | 顺时针为内环方向，逆时针为外环方向 若无特别说明，慢车各站停车，快车停靠粗体标注车站 | 顺时针为内环方向，逆时针为外环方向 若无特别说明，慢车各站停车，快车停靠粗体标注车站 | 顺时针为内环方向，逆时针为外环方向 若无特别说明，慢车各站停车，快车停靠粗体标注车站 | 华威桥南 仅慢车外环   |
| 六里桥南   | 顺时针为内环方向，逆时针为外环方向 若无特别说明，慢车各站停车，快车停靠粗体标注车站 | 顺时针为内环方向，逆时针为外环方向 若无特别说明，慢车各站停车，快车停靠粗体标注车站 | 顺时针为内环方向，逆时针为外环方向 若无特别说明，慢车各站停车，快车停靠粗体标注车站 | 顺时针为内环方向，逆时针为外环方向 若无特别说明，慢车各站停车，快车停靠粗体标注车站 | 顺时针为内环方向，逆时针为外环方向 若无特别说明，慢车各站停车，快车停靠粗体标注车站 | 顺时针为内环方向，逆时针为外环方向 若无特别说明，慢车各站停车，快车停靠粗体标注车站 | 顺时针为内环方向，逆时针为外环方向 若无特别说明，慢车各站停车，快车停靠粗体标注车站 | 顺时针为内环方向，逆时针为外环方向 若无特别说明，慢车各站停车，快车停靠粗体标注车站 | 顺时针为内环方向，逆时针为外环方向 若无特别说明，慢车各站停车，快车停靠粗体标注车站 | 顺时针为内环方向，逆时针为外环方向 若无特别说明，慢车各站停车，快车停靠粗体标注车站 | 顺时针为内环方向，逆时针为外环方向 若无特别说明，慢车各站停车，快车停靠粗体标注车站 | 十里河桥北            |
| 西局       | 丽泽桥                                                                              | 夏家胡同                                                                            | 玉泉营桥西                                                                          | 草桥                                                                                | 洋桥西                                                                              | 木樨园桥西                                                                          | 木樨园桥                                                                            | 木樨园桥东                                                                          | 刘家窑桥                                                                            | 方庄桥西                                                                            | 方庄桥东                                                                            | 十里河桥西 仅慢车外环 |

## 联运
2020年9月，300路系统首次采取内外环“跨线联运”的措施，实现多点发车运营的新模式，乘客候车时间进一步缩短，解决高峰期间乘客的多点出行需求。
联运措施包括两种慢车联运和一种快慢车联运，所有联运车的屏显只显示“300”而不显示首末站。
- 慢车联运一：双井桥北始发外环车至六里桥北里掉头，沿内环车路由至十里河桥北。
- 慢车联运二：木樨园桥东始发外环车（不停华威桥南，十里河桥北在主路停靠）至马甸桥东掉头，沿内环车路由（不停和平东桥）返回。
- 快慢车联运：草桥发内环快车至马甸桥东，马甸桥东发外环慢车至草桥。